# Parafia św. Brunona w Bartoszycach
Parafia pw. św. Brunona w Bartoszycach – rzymskokatolicka parafia należąca do dekanatu Bartoszyce.

## Historia
Bartoszyce w 1849 r. liczyły 4175 mieszkańców. Od 1872 r. dla rozproszonych w mieście katolików były odprawiane cztery razy w roku msze św. przez kapelana wojskowego przyjeżdżającego z Kętrzyna.  Erekcja  parafii nastąpiła 8 września 1893 r. Od tego czasu parafia św. Brunona zaspokajała religijne potrzeby katolików. W dniu 7 czerwca 2002 r. ks. abp metropolita warmiński dr Edmund Piszcz ustanowił kościół św. Brunona w  Bartoszycach  – Archidiecezjalnym Sanktuarium św. Brunona Bonifacego z Kwerfurtu Biskupa i Męczennika.

## Kościół parafialny
W 1880 r. katolicy bartoszyccy zakupili grunt pod budowę kościoła, którą ukończyli w 1883 r. Konsekracji świątyni dokonał ks. bp Andrzej Thiel 10 września 1889 r., nadając jej wezwanie św. Brunona z Kwerfurtu. Po II wojnie światowej w 1946 r. duszpasterstwo parafii objęli księża polscy.